# Búzi
Der Buzi ist ein Fluss in Simbabwe und Mosambik.

## Verlauf
Der Fluss entspringt bei Chipinge. Er fließt erst 20 km nach Süden nach Mosambik, dann dort nach Nordosten  bis Goonda und von dort durch eine flache Ebene nach Osten zur Stadt Sofala, wo er nördlich des Ortes, nahe der Mündung des Pungwe, in die Straße von Mosambik mündet.

## Hydrometrie
Die Durchflussmenge des Buzi wurde an der hydrologischen Station Estaquinha beim größten Teil des Einzugsgebietes, über die Jahre 1976 bis 1977 gemittelt, gemessen (in m³/s).
- Diagrammdaten:
- Definition |
- Rohdaten |
- Hilfe

## Hochwasser
Der Buzi ist wie der Save oder der Pungwe stark abhängig von Niederschlägen. In der Regenzeit können die Pegel dieser Flüsse um sieben Meter steigen und vor allem in der Ebene der Provinz Gaza in Mosambik katastrophale Überschwemmungen verursachen.